# Chinipas de Almada
Chinipas de Almada är en ort i Mexiko.   Den ligger i kommunen Chínipas och delstaten Chihuahua, i den nordvästra delen av landet, 1 300 km nordväst om huvudstaden Mexico City. Chinipas de Almada ligger 439 meter över havet och antalet invånare är 1 934.
Terrängen runt Chinipas de Almada är bergig söderut, men norrut är den kuperad. Chinipas de Almada ligger nere i en dal. Runt Chinipas de Almada är det mycket glesbefolkat, med 3 invånare per kvadratkilometer. Chinipas de Almada är det största samhället i trakten. I omgivningarna runt Chinipas de Almada växer huvudsakligen savannskog.